# Etnofest Neum
Het Kroatische Muziekfestival Etnofest Neum (Kroatisch: Hrvatski Glazbeni Festival Etnofest Neum) is een muziekfestival dat jaarlijks in Neum, Bosnië en Herzegovina, gehouden wordt. Het festival werd in 1995 voor het eerst gehouden en wordt sindsdien ieder jaar georganiseerd.
Etnofest Neum is een van de grootste festivals van Kroatische muziek buiten Kroatië. Bekende muzikanten uit heden en verleden zijn Mate Bulić, Alen Nižetič, Marko Perković Thompson, Vlado Kalember, Najbolji Hrvatski Tamburaši, Miroslav Škoro, Novi fosili en Severina Vučković.